# محمدآباد پودچاه (چشمه زیارت، یک)
محمدآباد پودچاه یا بهرام‌آباد روستایی در دهستان چشمه زیارت بخش مرکزی شهرستان زاهدان استان سیستان و بلوچستان ایران است.

## جمعیت
بر پایه سرشماری عمومی نفوس و مسکن در سال ۱۳۹۵ جمعیت این روستا ۳۲ نفر (۱۴خانوار) بوده‌است.